# Klisura
Klisura (en búlgaro: Клисура) es una ciudad de Bulgaria en la provincia de Plovdiv.

## Geografía
Se encuentra a una altitud de 720 m s. n. m. a 108 km de la capital nacional, Sofía.

## Demografía
Según estimación 2012 contaba con una población de 1027 habitantes.
|         | 2004  | 2005  | 2006  | 2007  | 2008  | 2009  | 2010  | 2011 |
| Mujeres | 777   | 748   | 736   | 716   | 696   | 669   | 649   | 570  |
| Varones | 701   | 692   | 677   | 661   | 650   | 621   | 592   | 516  |
| Total   | 1 478 | 1 440 | 1 413 | 1 377 | 1 346 | 1 290 | 1 241 | 1086 |